# نور النساء بيكم
نور النساء بيگم (بالفارسية: نورالنسا بیگم) (الوفاة: فبراير 1701م) هي الزَّوجة الكبرى والقرينة الرئيسيَّة لإمبراطور الهند المغوليَّة بهادُر شاه الأوَّل، وجدَّة لثلاثة من السَّلاطين هم شمس الدِّين رفيع الدَّرجات وشاه جهان الثَّاني وجهانكير الثَّاني. كتبَت الشِّعر وعُرفت بأعمالها الخيريَّة وصفاتها الحميدة.